# Tom Kaulitz
Tom Kaulitz (Leipzig, Sajonia, Alemania; 1 de septiembre de 1989) es el compositor, guitarrista, pianista y productor de la banda alemana Tokio Hotel. Tom fue modelo de la marca Reebok. Actualmente reside en Palms Springs, Los Ángeles con su hermano gemelo Bill Kaulitz.

## Primeros años y carrera
Tom nació el 1 de septiembre de 1989 en Leipzig, Sajonia, Alemania a las 06:20 horas. Tiene un hermano gemelo, Bill Kaulitz. Sus padres, Jörg y Simone, se separaron cuando tenían 7 años. Simone se casó años más tarde, con Gordon Trümper, guitarrista de la banda alemana Fantun. Fue ahí cuando comenzó a mostrar interés por la música y por la guitarra.
Cuando su hermano y él tenían 10 años, empezaron a hacer pequeñas actuaciones en vivo, y a los 12 años, en un concierto en la ciudad de Magdeburgo, conocieron a Georg Listing (entonces 14) y Gustav Schäfer (entonces 13) y decidieron formar una banda. A esa banda, la llamaron Devilish, pero en 2003, cambiaron el nombre a Tokio Hotel, tras fichar por Sony. 
En 2005, lanzaron su primer álbum "Schrei", con el primer sencillo "Durch den Monsun", que tuvo mucho éxito en Alemania, y salieron de gira durante todo ese año por el país. En 2007, lanzaron su segundo álbum, "Zimmer 483" y para promocionarlo salieron de nuevo de gira, pero esta vez por toda Europa. 
Al haber tantos fanes por el mundo, decidieron volver a grabar las canciones "Schrei" y "Zimmer 483", pero esta vez en inglés, el resultado fue el gran éxito del álbum "Scream)", del que se desprendió hasta ahora, su canción más poderosa, "Monsoon". Salieron de gira por tercera vez, pero en esta, incluyeron también a América. En 2009, lanzaron su segundo álbum de estudio en inglés y el tercero en alemán, Humanoid, y para promocionarlo salieron por cuarta vez de gira. Tras 5 años de inactividad en la escena musical, junto a Tokio Hotel, deciden lanzar Kings of suburbia y en el año 2017 Dream Machine.

## Vida personal
En diciembre de 2018 se comprometió con la supermodelo Heidi Klum y se casaron el 3 de agosto de 2019.

## Influencias musicales
Tom empezó a tocar la guitarra desde muy pequeño, la influencia de su padrastro Gordon Trümper le hizo que quisiera aprender a tocar ese instrumento. También, Tom Kaulitz cuenta que Joe Perry, guitarrista de Aerosmith, fue también una de sus fuentes de inspiración para tocar el instrumento que él lleva. También toca el piano, el teclado y se encarga de los coros. A pesar de que pueda ser capaz de tocar estos instrumentos, admite que no sabe leer ninguna nota musical, todo gracias a una técnica que le enseñó su padrastro.

## Otros trabajos
Tom, al igual que su hermano Bill, son fieles defensores de los derechos y bienestar de los animales, han colaborado con PETA en dos campañas, una en contra del maltrato de los animales en zoológicos y circos y la otra contra la matanza de animales callejeros en Ucrania, a su vez la mayoría de sus mascotas han sido adoptadas en refugios. También han colaborado en la recaudación de la lucha contra el sida. Trabajó de modelo para Reebok.
El 5 de mayo de 2013, se estrenó el Deutschland sucht den Superstar en el que participa como jurado, junto con su hermano Bill Kaulitz, Dieter Bohlen y Mateo Jaschik, del grupo alemán Culcha Candela. 

## Kings of Suburbia (2014)
El 3 de octubre de 2014, la banda lanzó el álbum que rompería con un silencio de 5 años. Kings of suburbia sólo fue lanzado en inglés (no como sus anteriores trabajos, en inglés y alemán). Los sencillos fueron, en orden, Run, run, run, Girl got a gun, ambos promocionales, y Love who loves you back junto con Feel it all siendo los sencillos oficiales. El álbum llegó a número uno en 30 países y entró en el top 5 en otros 17 países, siendo considerado un éxito a pesar del tiempo transcurrido, en el cual los gemelos se mudaron a Los Ángeles para huir del panorama mediático alemán.

### Dream Machine (2016-2017)
El 1 de septiembre de 2016, la banda lanzó una publicación en instagram, en donde la banda confirmaría un tour a inicios del 2017 para promocionar su álbum Dream Machine. El cual tiene canciones como Something new, What if, ambos promocionales, y Boy don't cry, este último salió el 20 de octubre de 2017. Las canciones del álbum se encuentran todas en su cuenta oficial en YouTube.

### Críticas
Junto al grupo Tokio Hotel la banda dio un giro en 180° después de Humanoid, pasaron del rock-pop al synthwave, electropop, EDM y rock alternativo. A pesar de que a nivel europeo tuvieron una buena acogida por el nivel musical y letra, se acusó a Bill Kaulitz de abusar del Autotune erradamente.